# Liste des œuvres de Wilhelm Friedemann Bach
Liste des œuvres de Wilhelm Friedemann Bach, suivant le catalogue thématique dressé par Martin Falck en 1913.
Le catalogue regroupe les œuvres par genres, sous les numéros 1 à 106 précédés des initiales « Fk. ». En ce qui concerne la musique instrumentale, les numéros se succèdent par tonalité ascendante, indépendamment de la chronologie.
Par la suite, Peter Wollny a ajouté quinze œuvres (Fk-Add. 200-213 et 250) dont certaines avaient été considérées par Falck comme douteuses.

## Musique instrumentale (Fk. 1-71)

### Sonates pour un clavier (Fk. 1-9)
| HWV    | Titre                                   | Date      |
| ------ | --------------------------------------- | --------- |
| Fk. 1A | Sonate en ut majeur (version tardive)   | vers 1745 |
| Fk. 1B | Sonate en ut majeur (version primitive) | ?         |
| Fk. 2  | Sonate en ut majeur                     | vers 1778 |
| Fk. 3  | Sonate en ré mineur                     | 1745      |
| Fk. 4  | Sonate en ré majeur                     | vers 1778 |
| Fk. 5  | Sonate en mi bémol majeur               | 1748      |
| Fk. 6A | Sonate en fa majeur (version tardive)   | vers 1745 |
| Fk. 6B | Sonate en fa majeur (deuxième version)  | ?         |
| Fk. 6C | Sonate en fa majeur (version primitive) | ?         |
| Fk. 7  | Sonate en sol majeur                    | vers 1745 |
| Fk. 8  | Sonate en la majeur                     | vers 1745 |
| Fk. 9  | Sonate en si bémol majeur               | vers 1745 |

### Sonates pour deux claviers (Fk. 10-11)
| HWV    | Titre                                           | Date       |
| ------ | ----------------------------------------------- | ---------- |
| Fk. 10 | Sonate pour deux claviers en fa majeur          | après 1773 |
| Fk. 11 | Sonate pour deux claviers en fa majeur (perdue) | ?          |

### Polonaises pour clavier (Fk. 12-13)
| HWV       | Titre                        | Date       |
| --------- | ---------------------------- | ---------- |
| Fk. 12/1  | Polonaise en ut majeur       | après 1765 |
| Fk. 12/2  | Polonaise en ut mineur       | après 1765 |
| Fk. 12/3  | Polonaise en ré majeur       | après 1765 |
| Fk. 12/4  | Polonaise en ré mineur       | après 1765 |
| Fk. 12/5  | Polonaise en mi bémol majeur | après 1765 |
| Fk. 12/6  | Polonaise en mi bémol mineur | après 1765 |
| Fk. 12/7  | Polonaise en mi majeur       | après 1765 |
| Fk. 12/8  | Polonaise en mi mineur       | après 1765 |
| Fk. 12/9  | Polonaise en fa majeur       | après 1765 |
| Fk. 12/10 | Polonaise en fa mineur       | après 1765 |
| Fk. 12/11 | Polonaise en sol majeur      | après 1765 |
| Fk. 12/12 | Polonaise en sol mineur      | après 1765 |
| Fk. 13    | Polonaise en ut majeur       | après 1765 |

### Fantaisies pour clavier (Fk. 14-23)
| HWV    | Titre                                     | Date      |
| ------ | ----------------------------------------- | --------- |
| Fk. 14 | Fantaisies en ut majeur                   | 1733-1746 |
| Fk. 15 | Fantaisies en ut mineur                   | 1784      |
| Fk. 16 | Fantaisies en ut mineur                   | 1784      |
| Fk. 17 | Fantaisies en ré majeur                   | 1733-1746 |
| Fk. 18 | Fantaisies en ré mineur                   | 1733-1746 |
| Fk. 19 | Fantaisies en ré mineur                   | 1733-1746 |
| Fk. 20 | Fantaisies en mi mineur                   | 1784      |
| Fk. 21 | Fantaisies en mi mineur                   | 1733-1746 |
| Fk. 22 | Fantaisies en sol majeur (= BWV Anh. 133) | 1733-1746 |
| Fk. 23 | Fantaisies en la mineur                   | 1733-1746 |

### Suite et petites pièces pour clavier (Fk. 24-30)
| HWV         | Titre                                                      | Date       |
| ----------- | ---------------------------------------------------------- | ---------- |
| Fk. 24      | Suite en sol mineur                                        | ?          |
| Fk. 25/1    | Menuet en sol mineur                                       | avant 1733 |
| Fk. 25/2A-C | Presto (Tempo di Menuet en ré mineur (version C = BWV 970) | avant 1733 |
| Fk. 26      | Bourlesca Imitation de la Chasse en ut majeur              | avant 1733 |
| Fk. 27      | Reveille en ut majeur                                      | avant 1733 |
| Fk. 28      | Gigue en sol majeur                                        | avant 1733 |
| Fk. 29      | Prélude en ut mineur (fragment)                            | avant 1733 |
| Fk. 30      | Marche en mi bémol majeur                                  | ?          |

### Fugues pour clavier ou orgue, Préludes de choral, trio et canon (Fk. 31-39)

#### Fugues (Fk. 31-37)
| HWV      | Titre                                | Date       |
| -------- | ------------------------------------ | ---------- |
| Fk. 31/1 | Fugue en ut majeur                   | 1778       |
| Fk. 31/2 | Fugue en ut mineur                   | 1778       |
| Fk. 31/3 | Fugue en ré majeur                   | 1778       |
| Fk. 31/4 | Fugue en ré mineur                   | 1778       |
| Fk. 31/5 | Fugue en mi bémol majeur             | 1778       |
| Fk. 31/6 | Fugue en mi mineur                   | 1778       |
| Fk. 31/7 | Fugue en si bémol majeur             | 1778       |
| Fk. 31/8 | Fugue en fa majeur                   | 1778       |
| Fk. 32   | Fugue en ut mineur                   | avant 1735 |
| Fk. 33   | Fugue en fa majeur                   | avant 1735 |
| Fk. 34   | Fugue en si bémol majeur (apocryphe) | avant 1735 |
| Fk. 35   | Fugue en ut majeur                   | ?          |
| Fk. 36   | Fugue en fa majeur                   | ?          |
| Fk. 37   | Fugue en sol mineur                  | ?          |

#### Préludes de choral (Fk. 38/1.1-7)
| HWV        | Titre                              | Date |
| ---------- | ---------------------------------- | ---- |
| Fk. 38/1.1 | Nun komm der Heiden Heiland        | ?    |
| Fk. 38/1.2 | Christe, der du bist Tag und Licht | ?    |
| Fk. 38/1.3 | Jesu, meine Freud                  | ?    |
| Fk. 38/1.4 | Druch Adams Fall ist ganz verderbt | ?    |
| Fk. 38/1.5 | Wir danken dir, Herr Jesu Christ   | ?    |
| Fk. 38/1.6 | Was mein Gott will                 | ?    |
| Fk. 38/1.7 | Wir Christenleut                   | ?    |

#### Trio (Fk. 38/2)
| HWV      | Titre                                          | Date |
| -------- | ---------------------------------------------- | ---- |
| Fk. 38/2 | Trio pour orgue sur « Allein Gott in der Höh » | ?    |

#### Canons (Fk. 39)
| HWV    | Titre        | Date |
| ------ | ------------ | ---- |
| Fk. 39 | Vingt canons | ?    |

### Concerto pour clavier seul (Fk. 40)
| HWV     | Titre                                                  | Date       |
| ------- | ------------------------------------------------------ | ---------- |
| Fk. 40A | Concertos pour clavecin seul en sol majeur (version A) | avant 1735 |
| Fk. 40B | Concertos pour clavecin seul en sol majeur (version B) | ?          |

### Concertos pour clavier, orchestre à cordes et basse continue (Fk. 41-45)
| HWV    | Titre                                                                                      | Date       |
| ------ | ------------------------------------------------------------------------------------------ | ---------- |
| Fk. 41 | Concertos pour clavier, orchestre à cordes et basse continue en ré majeur                  | 1733-46    |
| Fk. 42 | Concertos pour clavier, orchestre à cordes et basse continue en mi bémol majeur (inachevé) | vers 1750  |
| Fk. 43 | Concertos pour clavier, orchestre à cordes et basse continue en mi mineur                  | avant 1767 |
| Fk. 44 | Concertos pour clavier, orchestre à cordes et basse continue en fa majeur                  | 1733-1746  |
| Fk. 45 | Concertos pour clavier, orchestre à cordes et basse continue en la mineur                  | ?          |

### Concerto pour deux claviers, orchestre à cordes deux cors, timbales (et trompettes) (Fk. 46)
| HWV    | Titre                                                        | Date |
| ------ | ------------------------------------------------------------ | ---- |
| Fk. 46 | Concertos pour deux claviers et orchestre en mi bémol majeur | ?    |

### Sonates en trio pour deux instruments solistes et basse continue (Fk. 47-50)
| HWV    | Titre                                                                                      | Date         |
| ------ | ------------------------------------------------------------------------------------------ | ------------ |
| Fk. 47 | Sonate en trio pour deux flûtes et basse continue en ré majeur                             | avant 1762 ? |
| Fk. 48 | Sonate en trio pour deux flûtes et basse continue en ré majeur                             | avant 1762 ? |
| Fk. 49 | Sonate en trio pour deux flûtes et basse continue en la mineur (fragment)                  | avant 1762 ? |
| Fk. 50 | Sonate en trio pour deux violons (ou flûte et violon) et basse continue en si bémol majeur | avant 1768   |

### Sonates pour flute et basse continue (Fk. 51-53)
| HWV    | Titre                                                     | Date |
| ------ | --------------------------------------------------------- | ---- |
| Fk. 51 | Sonate pour flûte et basse continue en fa majeur (perdue) | ?    |
| Fk. 52 | Sonate pour flûte et basse continue en la mineur (perdue) | ?    |
| Fk. 53 | Sonate pour flûte et basse continue en ré majeur (perdue) | ?    |

### Duos sans basse (Fk. 54-62)

#### Duos pour deux flutes (Fk. 54-59)
| HWV    | Titre                                      | Date       |
| ------ | ------------------------------------------ | ---------- |
| Fk. 54 | Duetto pour deux flûtes en mi mineur       | 1733-46    |
| Fk. 55 | Duetto pour deux flûtes en mi bémol majeur | 1733-46    |
| Fk. 56 | Duetto pour deux flûtes en mi bémol majeur | après 1770 |
| Fk. 57 | Duetto pour deux flûtes en fa majeur       | 1733-46    |
| Fk. 58 | Duetto pour deux flûtes en fa mineur       | après 1770 |
| Fk. 59 | Duetto pour deux flûtes en sol majeur      | 1733-46    |

#### Duos pour deux altos (Fk. 60-62)
| HWV    | Titre                                | Date       |
| ------ | ------------------------------------ | ---------- |
| Fk. 60 | Duetto pour deux altos en sol majeur | après 1770 |
| Fk. 61 | Duetto pour deux altos en sol majeur | après 1770 |
| Fk. 62 | Duetto pour deux altos en sol mineur | après 1770 |

### Symphonies (Fk. 63-71)
| HWV    | Titre | Date         |
| ------ | --- | ------------ |
| Fk. 63 | Symphonie pour cordes et basse continue en ré majeur (perdue)                                                        | vers 1733-46 |
| Fk. 64 | Symphonie pour deux flutes (2e mouvement), deux hautbois, basson, deux cors, cordes et basse continue en ré majeur   | 1746-64      |
| Fk. 65 | Symphonie pour deux flutes, cordes et basse continue en ré mineur                                                    | ?            |
| Fk. 66 | Symphonie pour cordes et basse continue en ré mineur (Arrangement apocryphe des fugues vocales Fk. 98/5 et Fk. 74/2) | ?            |
| Fk. 67 | Symphonie pour cordes et basse continue en fa majeur                                                                 | 1733-46      |
| Fk. 68 | Symphonie pour deux hautbois, basson, cordes et basse continue en sol majeur (perdue)                                | 1733-46      |
| Fk. 69 | Symphonie pour cordes et basse continue en sol majeur (perdue)                                                       | 1733-46      |
| Fk. 70 | Symphonie pour deux hautbois, basson, cordes et basse continue la majeur (perdue)                                    | 1733-46      |
| Fk. 71 | Symphonie pour cordes et basse continue en si bémol majeur (perdue)                                                  | 1733-46      |

## Musique vocale (Fk. 72-106)

### Cantates (Fk. 72-97)
| HWV    | Titre                                                                                              | Date       |
| ------ | -------------------------------------------------------------------------------------------------- | ---------- |
| Fk. 72 | Wer mich liebet Pentecôte                                                                          | 1746       |
| Fk. 73 | Der Herr zu deiner Rechten circoncision du Christ                                                  | 1747       |
| Fk. 74 | Wir sind Gottes Werke Épiphanie                                                                    | 1748       |
| Fk. 75 | Gott fähret auf Ascension                                                                          | ?          |
| Fk. 76 | Introduzzione delle predicatione del Catechismo                                                    | ?          |
| Fk. 77 | Zu Ende derer Katechißmus Predigten (De Jean Sébastien Bach)                                       | ?          |
| Fk. 78 | Heilig und Alle Lande                                                                              | ?          |
| Fk. 79 | (Fragments)                                                                                        | ?          |
| Fk. 80 | Lasset uns ablegen Pentecôte                                                                       | 1749       |
| Fk. 81 | Der Herr wird mit Gerechtigkeit richten Visitation de Marie                                        | avant 1756 |
| Fk. 82 | Ihr Lichter jener schöner Höhn Épiphanie                                                           | ?          |
| Fk. 83 | Erzittert und fallet Pâques                                                                        | ?          |
| Fk. 84 | Dienet dem Herrn mit Freuden (Psaume 100)                                                          | 1755       |
| Fk. 85 | Dies ist der Tag, da Jesu Leidenskraft                                                             | ?          |
| Fk. 86 | Der Höchste erhöret (3 octobre 1756)                                                               | 1756       |
| Fk. 87 | Verhängnis dein Wüten                                                                              | après 1756 |
| Fk. 88 | Ertönet, ihr seligen Völker Pentecôte                                                              | ?          |
| Fk. 89 | Es ist eine Stimme eines Predigers Venue du Christ                                                 | ?          |
| Fk. 90 | O Himmel, schone (cantate profane pour l'anniversaire de Frédéric II de Prusse le 24 janvier 1758) | 1758       |
| Fk. 91 | Wo geht die Lebensreise hin Ascension                                                              | ?          |
| Fk. 92 | O Wunder Noël                                                                                      | ?          |
| Fk. 93 | Ach, daß du den Himmel zerrissest Noël                                                             | ?          |
| Fk. 94 | Zerbrecht, zerreißt                                                                                | ?          |
| Fk. 95 | Auf, Christen, posaunt (après la paix de Hubertusburg le 13 mars 1768)                             | 1768       |
| Fk. 96 | Heraus, verblendeter Hochmut Trinité                                                               | ?          |
| Fk. 97 | Cavata. Cantilena (!) nuptiarum consolatoria                                                       | 1774-1784  |

### Autres œuvres vocales (Fk. 98-100)
| HWV     | Titre            | Date |
| ------- | ---------------- | ---- |
| Fk. 98  | Messe allemande  | ?    |
| Fk. 98b | Agnus Dei        | ?    |
| Fk. 99  | Amen et Alléluia | ?    |
| Fk. 100 | Kyrie            | ?    |

### Cantates perdues (Fk. 101-105)
| HWV     | Titre                       | Date |
| ------- | --------------------------- | ---- |
| Fk. 101 | Blast Lermen, ihr Feinde    | 1756 |
| Fk. 102 | Blast Lermen (II)           | 1757 |
| Fk. 103 | Ja, Ja! Es hat mein Gott    | 1757 |
| Fk. 104 | Halleluja, wohl diesem Volk | 1757 |
| Fk. 105 | Viele sind berufen          | 1757 |

### Opéra (Fk. 106)
| HWV     | Titre                        | Date      |
| ------- | ---------------------------- | --------- |
| Fk. 106 | Lausus und Lydie (fragments) | 1778-1779 |

## Œuvres additionnelles (Fk-Add. 200-213)
| HWV            | Titre                                                        | Date        |
| -------------- | ------------------------------------------------------------ | ----------- |
| Fk-Add. 200    | Sonate pour clavier en ut majeur                             | ?           |
| Fk-Add. 201    | Sonate pour clavier en si bémol majeur (perdue)              | ?           |
| Fk-Add. 202    | Sonate pour clavier en fa majeur                             | ?           |
| Fk-Add. 203    | Mouvement pour clavier de sonate (fantaisie ?) en sol majeur | ?           |
| Fk-Add. 204    | Sonate pour clavier en mi mineur (perdue)                    | ?           |
| Fk-Add. 205/1  | Allemande pour clavier en sol mineur (= BWV 836)             | ?           |
| Fk-Add. 205/2  | Allemande pour clavier en sol mineur (= BWV 837)             | ?           |
| Fk-Add. 206/1  | Prélude pour clavier en ut majeur (= BWV 924a)               | ?           |
| Fk-Add. 206/2  | Prélude pour clavier en ré majeur (= BWV 925)                | ?           |
| Fk-Add. 206/3  | Prélude pour clavier en mi mineur (= BWV 932)                | ?           |
| Fk-Add. 206/4  | Prélude pour clavier en la mineur (= BWV 931)                | ?           |
| Fk-Add. 207/1  | Pièce pour horloge mécanique (= BWV Anh. 133)                | ?           |
| Fk-Add. 207/2  | Pièce pour horloge mécanique (= BWV Anh. 134)                | ?           |
| Fk-Add. 207/3  | Pièce pour horloge mécanique (= BWV Anh. 135)                | ?           |
| Fk-Add. 207/4  | Pièce pour horloge mécanique (= BWV Anh. 136)                | ?           |
| Fk-Add. 207/5  | Pièce pour horloge mécanique (= BWV Anh. 137)                | ?           |
| Fk-Add. 207/6  | Pièce pour horloge mécanique (= BWV Anh. 138)                | ?           |
| Fk-Add. 207/7  | Pièce pour horloge mécanique (= BWV Anh. 139)                | ?           |
| Fk-Add. 207/8  | Pièce pour horloge mécanique (= BWV Anh. 140)                | ?           |
| Fk-Add. 207/9  | Pièce pour horloge mécanique (= BWV Anh. 141)                | ?           |
| Fk-Add. 207/10 | Pièce pour horloge mécanique (= BWV Anh. 142)                | ?           |
| Fk-Add. 207/11 | Pièce pour horloge mécanique (= BWV Anh. 143)                | ?           |
| Fk-Add. 207/12 | Pièce pour horloge mécanique (= BWV Anh. 144)                | ?           |
| Fk-Add. 207/13 | Pièce pour horloge mécanique (= BWV Anh. 145)                | ?           |
| Fk-Add. 207/14 | Pièce pour horloge mécanique (= BWV Anh. 146)                | ?           |
| Fk-Add. 207/15 | Pièce pour horloge mécanique (= BWV Anh. 147)                | ?           |
| Fk-Add. 207/16 | Pièce pour horloge mécanique (= BWV Anh. 148)                | ?           |
| Fk-Add. 207/17 | Pièce pour horloge mécanique (= BWV Anh. 149)                | ?           |
| Fk-Add. 207/18 | Pièce pour horloge mécanique (= BWV Anh. 150)                | ?           |
| Fk-Add. 208    | Menuetto pour clavier en fa majeur (= Fk. 67/4)              | ?           |
| Fk-Add. 209    | Andante pour clavier en mi mineur (= Fk. 40/2)               | ?           |
| Fk-Add. 210    | Exposition de fugue pour clavier sur B-A-C-H                 | 1773        |
| Fk-Add. 211/1  | Fugue pour clavier en ut mineur                              | ?           |
| Fk-Add. 211/2  | Fugue pour clavier en si bémol majeur                        | ?           |
| Fk-Add. 211/3  | Fugue pour clavier en sol mineur                             | ?           |
| Fk-Add. 212    | Quatre triples canons à six voix                             | ?           |
| Fk-Add. 213    | Sonate pour clavier (hypothétique)                           | 1748 - 1754 |